# جان لويس لاسين
جان لويس لاسين (بالإنجليزية: Jean Louis Lassaigne، بالفرنسية: Jean Louis Lassaigne )، (22 سبتمبر 1800- 18 مارس 1859) كان كيميائيًا فرنسيًا. اشتهر باختبار اندماج الصوديوم الذي سمي باسمه.

## وقت مبكر من الحياة
وُلِد لاسين في باريس. عمل في البداية في مختبر لوي نيكولا فوكلان، وفي 1828 تم تعيينه أستاذًا للكيمياء والفيزياء في المدرسة الملكية للطب البيطري في ميزون ألفور. شغل هذه الوظيفة حتى 1854.

## المساهمات والأعمال الرئيسية
في 1825، دخل لاسين في شراكة مع فرانسوا لوريت لنشر بحث فيزيائي وكيميائي لفهم عملية الهضم. بعد أربع سنوات، كتب لاسين بحثًا عن الكيمياء كجزء من العلوم الطبية بعنوان (ملخص أولي للكيمياء يعتبر بمثابة ملحق العلوم لدراسة الطب والصيدلة والتاريخ الطبيعي)، وفي الوقت نفسه تم قبوله كعضو في (جمعية الكيمياء الطبية) المرموقة في باريس.
أصبح باحثًا كيميائيًا، حيث أجرى أبحاثًا تتعلق بالكيمياء، والكيمياء اللا عضوية، والهندسة الكيميائية،علم وظائف الأعضاء، والكيمياء الشرعية، مما أدى إلى العديد من الاكتشافات. كانت أعماله الرئيسية عبارة عن دراسات حول الأثير الفسفوري ، وحمض البايروسيتريك، وحمض البايرو لحمض التفاح، وأملاح الكروم، ومركبات اليود. كما أجرى لاسين أيضًا أبحاثًا حول عمليات تكربن المادة العضوية.
اكتشف لاسين قلويدات جديدة وقام بأبحاث رئيسية تتعلق بعلم سموم الفوسفور وسيانيد الهيدروجين. اكتشف أيضًا صبغات جديدة، وفي 1831 فاز بجائزة من جمعية تشجيع الصناعة عن عمله في عملية إعداد مينا مزجج للفخار.
في 1843، قدم لاسين إجراءً للكشف عن وجود النيتروجين في المركبات العضوية عن طريق تسخينها بالبوتاسيوم المصهور. تم توسيع هذا الإجراء لاحقًا للكشف عن الكبريت والهالوجينات في المركبات العضوية.